# Мать и сын
«Мать и сын»» — фильм-драма Александра Сокурова 1997 года о взаимоотношениях матери с сыном.
Первая часть задуманной дилогии: «Мать и сын» (1997)  —  «Отец и сын» (2003).

## Сюжет
Любящий сын заботится об умирающей матери. Фильм пронизан атмосферой глубокой привязанности двух людей друг к другу, духовного единения с природой, отрешением от внешнего мира.

## В ролях
- Гудрун Гейер
- Алексей Ананишнов

## Съёмочная группа
- Режиссёр: Александр Сокуров
- Автор сценария: Юрий Арабов
- Оператор: Алексей Фёдоров
- Художники-постановщики: Вера Зелинская, Эстер Ритгербуш
- Используемая музыка: Отмара Нуссио, Михаила Глинки, Томазо Альбинони, Джузеппе Верди
- Звукорежиссёры: Владимир Персов, Мартин Штейер
- Монтаж: Леда Семёнова

## Номинации и награды
- 1997 — Специальный приз экуменического жюри, приз жюри C.I.C.A.E. (Берлинский кинофестиваль)
- 1997 — Приз жюри ФИПРЕССИ, приз Гильдии киноведов и кинокритиков России, приз фирмы «Кодак» (Кинотавр)
- 1997 — Приз творческой поддержки имени Николая Овсянникова (актёр Алексей Ананишнов, оператор Алексей Фёдоров) (Санкт-Петербург)
- 1997 — Большой специальный приз жюри «Серебряный св. Георгий», приз Андрея Тарковского, приз Гильдии киноведов и кинокритиков России, приз фирмы «Кодак» (оператор А. Фёдоров) (Московский кинофестиваль)
- 1997 — Гран-при «Приз Александра Петровича» (МКФ авторского кино в Белграде)
- 1998 — Номинация на премию «Золотой Овен» в категории «лучший сценарист» (Ю. Арабов)
- 1998 — Номинации на приз Киноакадемии «Ника» в категориях «лучшая операторская работа» (А. Фёдоров), «лучшая работа звукорежиссёра» (В. Персов) (создатели фильма сняли его с конкурса и не участвовали в церемонии вручения).